# Боргонуово (Порденоне)
Боргонуово је насеље у Италији у округу Порденоне, региону Фурланија-Јулијска крајина.
Према процени из 2011. у насељу је живело 265 становника. Насеље се налази на надморској висини од 52 м.